# Triaenodes rutellus
Triaenodes rutellus là một loài Trichoptera trong họ Leptoceridae. Chúng phân bố ở miền Australasia.